# Sierra de Alhamilla
Sierra de Alhamilla är en bergskedja i Spanien.   Den ligger i provinsen Provincia de Almería och regionen Andalusien, i den södra delen av landet, 400 km söder om huvudstaden Madrid.